# パートナーズ
『パートナーズ』は、2010年11月6日公開の日本映画。
キャッチコピーは「あなたは知っていましたか?盲導犬には3つの出会いと別れがあることを･･･。」

## 概要
劇団東俳のスタッフや所属子役・俳優が各種福祉施設への慰問活動を行う「劇団東俳つくしんぼクラブ」の社会福祉プロジェクト第一弾として企画された。日本盲導犬協会に対する所属子役たちの街頭募金活動の経験を通じて、盲導犬の存在を広く知らしめたい、との劇団代表者の思いから、日本盲導犬協会の全面協力の下、劇団東俳が企画・出資する形で制作された。
10歳代までの出演者はほぼ東俳の所属子役・俳優である。
なお、社会福祉プロジェクトの第二弾として2011年2月からテレビドラマ「ひとりじゃない」が制作・放送された。主演者と監督など制作スタッフの一部が同じである。

## ストーリー
19歳の小山内剛は、ただ生きるために陽の当たらないマグロの冷凍倉庫でフリーターとして働いていたが、同僚が事故で身体障碍者となり、病院から飛び降り自殺したことで、ワーキングプアからの脱却を目的に学費のかからない「盲導犬訓練士学校」に入学した。しかし、訓練士学校は修了しても大半が訓練士として働き続けずに辞めてしまう者で占められる現実があった。
同じ頃、家庭不和状態の長谷川家で「飼い続ける必要が無いから」と軽率な発想でパピーウォーカーに応募する。そしてラブラドール・レトリバーの子犬を受け入れ、自宅内に飾られたチェ・ゲバラの写真を見て、娘の美羽が「チエ」と名付ける。美羽と母親以外は育てるのに乗り気ではなかったが、2年後の訓練センターへ引き渡すとき、愛情に育まれたチエを手放したくないと娘の美羽は懇願する。
チエは2年間の研修期間を経た剛が初めて訓練させる犬となったが、彼に懐こうとしない。思い悩んだ剛は美羽を尋ねて「わたしがチエを好きだっただけ」の言葉で訓練士、ひとりの人間として誰かとパートナーシップを作るという、生きていく上で大切なことを何ひとつ学んでこなかったことに気づかされる。
そんなある日、ライブ中の事故で失明した真琴が訓練センターを訪れる･･･。

## 出演者
- 小山内剛（准盲導犬訓練士） - 浅利陽介
- 真琴（ロックシンガー） - 大塚ちひろ
- （盲導犬訓練士学校教官） - 夏八木勲
- 真琴の母 - 熊谷真実
- 視覚障害者の彫刻師 - 根岸季衣
- 長谷川美羽 - 近藤里沙
- 美羽の母 - 川上麻衣子
- 美羽の父 - 村田雄浩
- 美羽の兄 - 吉武怜朗
- チエ（盲導犬） - ヘレナ・ホタル（日本盲導犬協会の盲導犬）
- 角野卓造、内海桂子、忍成修吾、剛たつひと、ダンカン、駒塚由衣　ほか

## スタッフ
- 協力 - （財）日本盲導犬協会
- 監督 - 下村優
- 脚本 - 荒井晴彦、井上淳一
- 音楽 - 根岸貴幸
- 盲導犬監修 - 多和田悟、吉川明
- 盲導犬トレーナー - 末永陽介
- 撮影 - 浜田毅（J.S.C.）
- 照明 - 長田達也
- 録音 - 今井善孝
- 装飾 - 遠藤雄一郎
- 編集 - 渡辺行夫
- キャスティング - 桑原一仁
- 助監督 - 猪腰弘之
- 製作担当 - 近藤博
- ラインプロデューサー - 土本貴生
- メイキング監督 - 佐野智樹
- ロケ協力 - 千葉市フィルムコミッション、千葉市動物保護指導センター、横浜フィルムコミッション、横浜中華街発展会協同組合、日野市、日野映像支援隊　ほか
- ラボ - IMAGICA
- 製作者 - 藤野珠美（劇団東俳 代表）
- プロデューサー - 新藤次郎、石坂久美男、落合千代子
- 製作プロダクション - 近代映画協会
- 製作 - 劇団東俳つくしんぼくらぶ、劇団東俳

## 備考
- 文部科学省選定一般劇映画（青年・成人・家庭向き）。
- 2010上海国際映画祭コンペティション部門出品。
- 視覚障碍者でも鑑賞できる様、ヒューマントラストシネマ有楽町、キネカ大森、鶴岡まちなかキネマでは副音声（音声ガイド）付上映を行った。
- 障害者手帳を掲示すると本人及び付き添い2名まで当日料金各1000円、高校生以下当日料金500円（多くの若い方に見ていただきたいという思いで）等の割引を行った。
- 公開初日に、ヒューマントラストシネマ有楽町・MOVIXさいたまで、浅利陽介・大塚ちひろ・下村優監督・盲導犬による舞台挨拶が行われた。